# Rixdorfer FC Belle-Alliance
Der Rixdorfer FC Belle-Alliance war ein Fußballverein aus der Stadt Rixdorf, dem heutigen Berliner Ortsteil Neukölln.

## Geschichte
Der Rixdorfer Fußballclub Belle-Alliance wurde in den 1890er Jahren gegründet. Der Vereinsname nahm auf die Schlacht von Waterloo Bezug. Aus den Jahren 1898 und 1899 ist die Teilnahme an der Liga des Deutschen Fußball- und Cricket Bundes überliefert.
In den Spielzeiten 1903, 1905 und 1906 gehörte Belle-Alliance Rixdorf der obersten Spielklasse des Märkischen Fußball-Bundes an, danach verlieren sich die Spuren des Vereins.